# Музей на производството на хартия в Душники-Здруй
Музей на производството на хартия в Душники-Здруй (на полски Muzeum Papiernictwa w Dusznikach-Zdroju) – музей във войводство Долна Силезия, създаден през 1968 в намираща се край Бистрица Душницка фабрика (мелница) за хартия от XVI/XVII век с уникална архитектура. В допълнение към музейната дейност, произвежда в малки количества ръчно изработена хартия по стара технология на оригинални исторически машини.

## История
Фабриката за хартия в Душники е ценен технически паметник. Комплексът се състои от: триетажна тухлена основна сграда (мелница за хартия) и по-късно построена сушилня, прилежаща от изток, изцяло дървена, с интересна носеща конструкция от началото на XVII век, оцеляла до наши дни. Сред най-характерните елементи са покривът,  покрит с дървени керемиди, увенчан от западната страна с бароков връх, оригиналният входен павилион под формата на кула, а във вътрешността на сградата – полихромия от XVII–XIX век. Обектът  има висока историческа стойност за Полша и същевременно е една от интересните туристически атракции. На 20 септември 2011 с решение на президента на Република Полша музеят придобива статус на исторически паметник. В момента се полагат усилия историческата фабрика за хартия да бъде включена в списъка на ЮНЕСКО.
Производството на хартия има богати традиции в Долна Силезия, започващи още от средновековието. Първата фабрика за хартия – във Вроцлав, е създадена още преди 1490. През следващите векове в този регион работят около 100 фабрики за хартия, от които днес е оцеляла само тази в Душники-Здруй. Първото свидетелство за тази дейност е от XVI век – през 1562 се споменава продажба на дялове във фабрика за хартия, поради което се смята, че фабриката е създадена преди 1562.Фабриката е била частично унищожена от наводнение през 1601, но по-късно е възстановена и през 1605 продължава работата си. Разцветът на хартиената фабрика в Душники продължава до края на XVIII век. През 1750 Семейство Хелер, собственици на фабриката за хартия по онова време, получават наследствената титла "кралски производители на хартия".През XIX век в резултат на развитието на машинната техника фабриката постепенно запада.  През 1905 прави опит да се адаптира към новите тенденции в производството като използва машина за хартия. Подобряването на ситуацията е краткотрайно и още през междувоенния период производството е напълно преустановено, а през 1939 фабриката за хартия е продадена на града.
Непосредствено след края на Втората световна война липсва концепция за използването на рушащата се фабрика за хартия. Едва през 60. години е извършен основен ремонт и  на 26 юли 1968 Музеят на производството на хартия е отворен за посетители.След три години е въведено демонстрационно производство за ръчна изработка на хартия. Скоро музеят се превръща в атракция, която привлича десетки хиляди туристи всяка година. Засегнат от наводнението през юли 1998, когато водата залива сградата, отмива основите на сушилнята, разрушава двора на музея и нанася много тонове тиня и отпадни води. Последиците от наводнението са отстранени със средства, предоставени от полското правителство. От 1998 Музеят на производство на хартия е институция, управлявана от маршалството на войводство Долна Силезия. 
През 2007-2008 част от коридорите на фабриката за хартия са реконструирани, като съоръжението е адаптирано за посетители с увреждания. В бившата сушилня за хартия е създадена просторна зала, подходяща за изложби и конференции.
От 2001 музеят организира Празник на хартията - празнично събитие с фестивален характер, което популяризира историята и значението на хартията, полиграфията, книговезството и съвременното изкуство. 
През 2008 музеят в Душники празнува 40-годишнината си. За посетителите са организирани повече от 40 големи събития (изложби, фестивали, презентации). На 10 октомври 2008 Музеят е награден от министъра на културата и националното наследство със сребърен медал " Gloria Artis за заслуги в областта на културата"на 30 декември 2008 институцията е удостоена с културната награда на Долна Силезия „Силезия“, присъдена от Събранието на воеводството на Долна Силезия, за постижения в разпространението на културата и популяризирането на Долна Силезия. През 2016 Музеят е удостоен със Силезийската културна награда на Федерална провинция Долна Саксония и войводство Долна Силезия за защита на историческата фабрика за хартия, както и за изследване и разпространение на историята на силезийското производство на хартия.
През 2013 с решение на министъра на културата и националното наследство Музеят на производството на хартия е вписан в Държавния регистър на музеите под № 115. През 2016 е обезопасен с иновативна противопожарна система FOG. В момента е един от трите музея в Полша с такъв тип противопожарна защита. 
Музеят предлага на посетителите експозиции, посветени на историята на хартията, нейната роля в развитието на цивилизацията и употребата й в ежедневието. Временните експозиции са посветени на съвременното изкуство, историята на технологиите и историята на региона. Досега в историческата фабрика за хартия са представени близо 150 временни изложби.

## Научни изследвания
Малко след откриването на музея в таванските помещения са намерени стенописи, неизвестни на последните германски собственици на фабриката за хартия. Реставрационните работи, продължили няколко години, позволяват да бъдат видени 5 стени и 2 тавана, покрити с картини от XVII и XVIII век. Освен това по време на ремонта на покрива през 2009 е открит вътрешен таван, също покрит с полихромия. На една от картините е изобразена библейската сцена, в която жената на Потифар изкушава Йосиф. Според най-новите изследвания на професор Анджей Козел споменатият фрагмент е от времето, когато фабриката за хартия е била управлявана от Йозеф Осендорф (70-те години на XIX век), и е алюзия за неговия характер на честен и вярващ човек. Това е единствената сцена в Долна Силезия, на която са изобразени Йосиф и жената на Потифар. Авторството на част от декорацията се приписва на Каспар Ратсман, художник от Душники творил през XVIII век. 
По време на извършените ремонтни дейности през 2008-2009 и през 2017 проф. Марек Кромпец извършва дендрохронологичен анализ на фрагменти от греди. Резултатите от изследването потвърждават, че дървените части на основната сграда датират от 1605. Освен това се установява, че дървеният материал, от който е построена сушилнята към фабриката за хартия, е добит през годините 1742–1743 (дотогава се смята, че сушилнята датира от преди 1737).
През 2016 г. проф. Рафал Ейсимонт започва архитектурно проучване на сградите на хартиената фабрика. Последните открития позволяват да се заключи, че сградата е строена на етапи в продължение на около три века. Сутеренът и югозападната част на приземния етаж се датират преди 1562, а останалата част от приземния етаж и таванът - в началото на XVII век. Богато украсените фасади на мелницата имат черти, характерни за началото на XIX век. Архитектурният анализ позволява да се заключи, че мелницата, която е била едновременно фабрика за хартия и седалище на производители на хартия, принадлежащи към шляхтата, има черти на имение.
През 2018  е издадена книгата Monografia młyna papierniczego (Монография на мелницата за хартия), която представя най-актуалната информация за историята на хартиената фабрика и на Музея на производството на хартия.
Научните анализи, проведени през последните години, показват, че в архитектурно отношение фабриката за хартия в Душники е една от най-интересните в света сгради с бивше промишлено предназначение. В допълнение към отлично запазените елементи, свидетелстващи за старата производствена техника, са се съхранили и множество орнаменти (полихромии, външната фасада, декоративният връх на мелницата), свидетелстващи за богатството на душнишките производители на хартия и тяхната принадлежност към интелектуалния елит на Клодзко. В същото време музеят е единствената фабрика за хартия в Полша и една от малкото в Европа, която произвежда ръчно изработена хартия по тази технология и с оригинални машини. 

## Музейни колекции
- хартия с филиграни от полски, силезийски и поморски преси (от XVI до XXI век),
- хартия, оцветена с исторически техники (XIX-XX век)
- апарат с историческа стойност, предназначен за изпитване на свойствата на хартията (XIX-XX век)
- оборудване за производство на ръчна хартия (форми, водни преси).
- машини, използвани в хартиената промишленост (началото на XX век),
- оборудване, използвано в печатарството и книговезството (началото на XX век),
- исторически паспорти и документи за самоличност (XIX-XX век),
- колекция от исторически банкноти,
- колекция от екслибриси (ХХ век).
- работилница за японска хартия с олтар на богинята на хартията Каваками Гозен - подарък от семейство Ямагучи от Ечизен.

Най-ценният експонат на музея в Душники е сградата на хартиената фабрика (мелница), днес седалище на институцията. Богато украсеният обект е един от най-ценните технически паметници, свидетелстващ за историята на местното хартиено производство и богатството на душнишките хартиени производители.

## Кандидатстване за включване в Списъка на ЮНЕСКО
След като фабриката за хартия получава статут на исторически паметник, директорът на музея полага усилия тя да бъде вписана в Списъка на световното наследство на ЮНЕСКО. До днес в различни европейски страни са запазени около 30 фабрики (мелници) за хартия, затова Музеят на хартиеното производство се стреми да подготви заявление няколко от най-ценните исторически фабрики за хартия да бъдат включени в Списъка на ЮНЕСКО. 
През 2015 започва сътрудничество с фабрика във Велке Лосини, Чехия, а през 2017 - с подобен обект в Хомбург, Германия. На 1 декември 2017 в Душники-Здруй трите музея подписват специално писмо, изразяващо готовността им да работят заедно за съвместното включване в списъка на ЮНЕСКО, през 2019 към групата се присъединява фабрика за хартия от Амбер, Франция, а през 2021 - историческа фабрика за хартия в Пиетрабуна, Италия. На 16 октомври 2019 Министерството на културата и националното наследство на Полша внася кандидатурата на фабриката за хартия в Душники за включване в списъка на ЮНЕСКО.Като част от подготовката на документацията за вписването Музеят на производството на хартия организира научни експедиции в Белгия, Франция, Испания, Нидерландия, Швейцария, Швеция и Италия през 2019-2021, за да проучи хартиените фабрики (мелници), запазени в тези страни.

## Постоянна експозиция
Това е единственото запазено и все още действащо съоръжение от този вид в Полша и едно от малкото в Централна Европа. Тук може да с видят:
- реставрираната сграда на хартиената фабрика, покрита с дървени керемиди - безценен технически паметник от световен ранг,
- демонстрация на производството на ръчно изработена хартия: "холендер" за смилане на целулозна маса, вани, сита и преси за отпечатване и др.,
- изложби, представящи развитието на технологията за производство на хартия, обогатени, наред с другото, с филигранни листове, старинни сита, модели на машини за производство на хартия и една от най-големите колекции в света от старинни апарати за изследване на свойствата на хартията,
- изложбата "Полски книжни пари" с най-ценните полски банкноти, емитирани от 1794 до 2017 (на разположение от юли 2017),
- виртуална изложба на хартиено изкуство (достъпна от юли 2017 г.),
- портрети на Йоан Павел II във водни знаци,
- изложба, илюстрираща историята на печатането,
- изложба на мащабно оригинално хартиено оборудване,
- градина с влакнести растения, полезни за производството на хартия.

Тук можете да направите лист хартия със собствените си ръце:
за организирани групи се провеждат музейни уроци,
индивидуалните туристи могат да участват в работилници за производство на хартия.
В изложбата "Полски хартиени пари" могат да се разгледат защитните елементи на банкнотите и документите.
Музеят е и важен център за изследване на историята на производството на хартия. От 2007 г. издава рецензираното научно списание "Rocznik Muzeum Papiernictwa", в което се публикуват изследвания върху историята на производството на хартия, историята на Душники-Здруй и хрониките на музея.